# Porsche 968
Porsche 968 — спорткар, що випускався німецьким концерном Porsche з 1991 по 1995 роки. Даний автомобіль є останнім представником сімейства, розпочатого в 1976 році з випуску моделі Porsche 924 і продовжено в 1982—1991 роках моделлю Porsche 944. Зі своєю попередницею, 944 моделлю, Porsche 968 мала близько 20 % загальних деталей, деякі з яких також були сумісні з Porsche 924.

## Історія створення

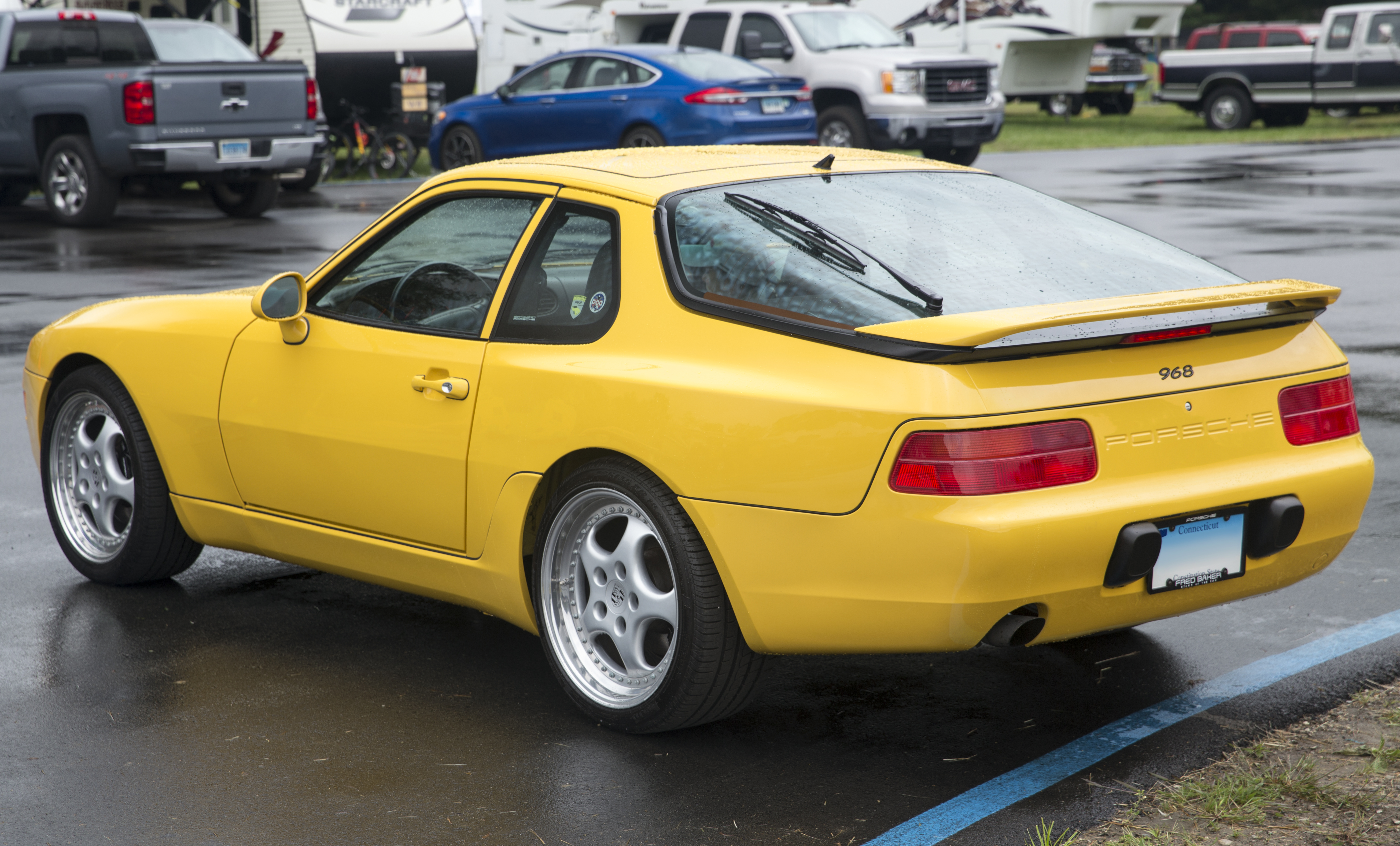
Porsche 968 Coupé

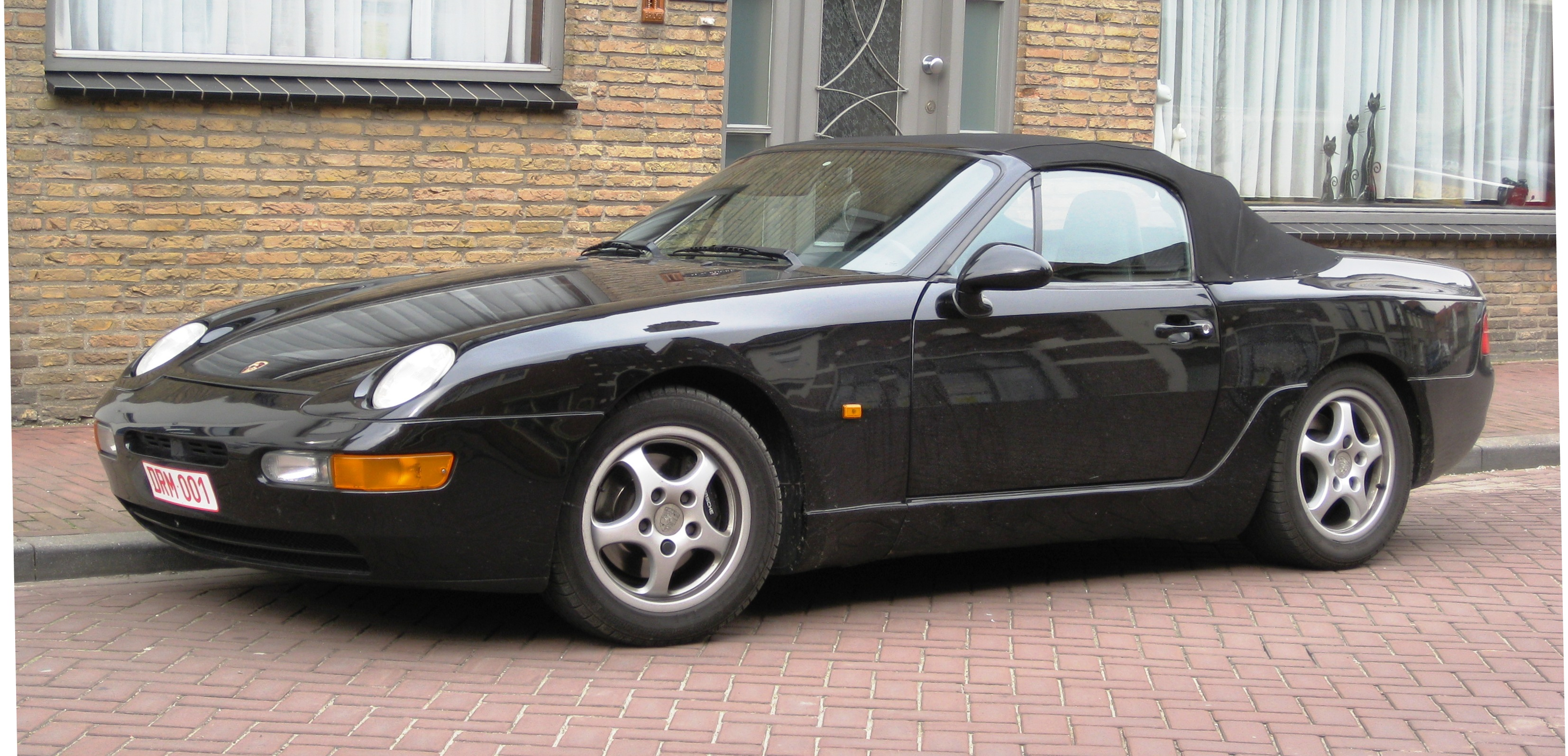
Porsche 968 Cabriolet

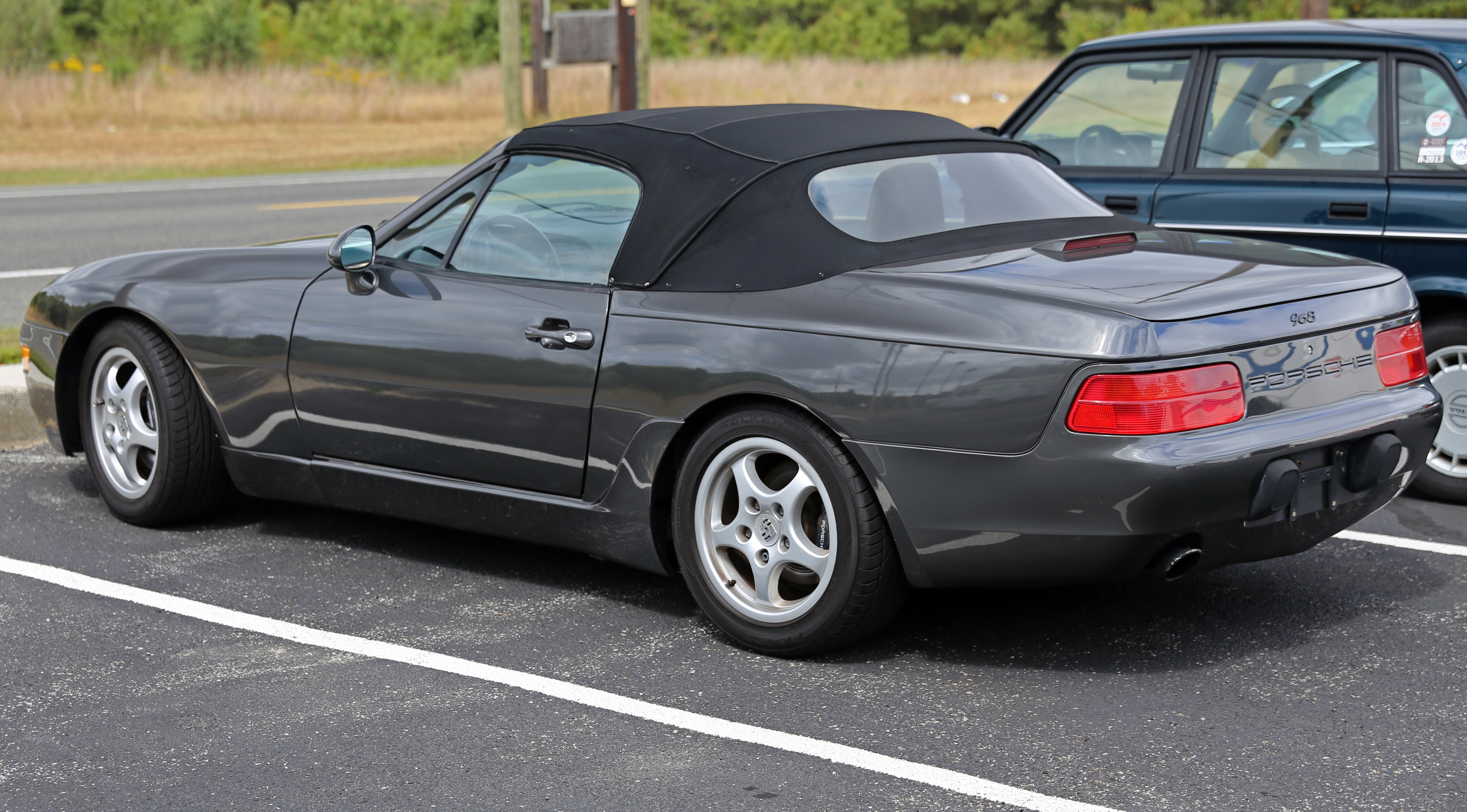

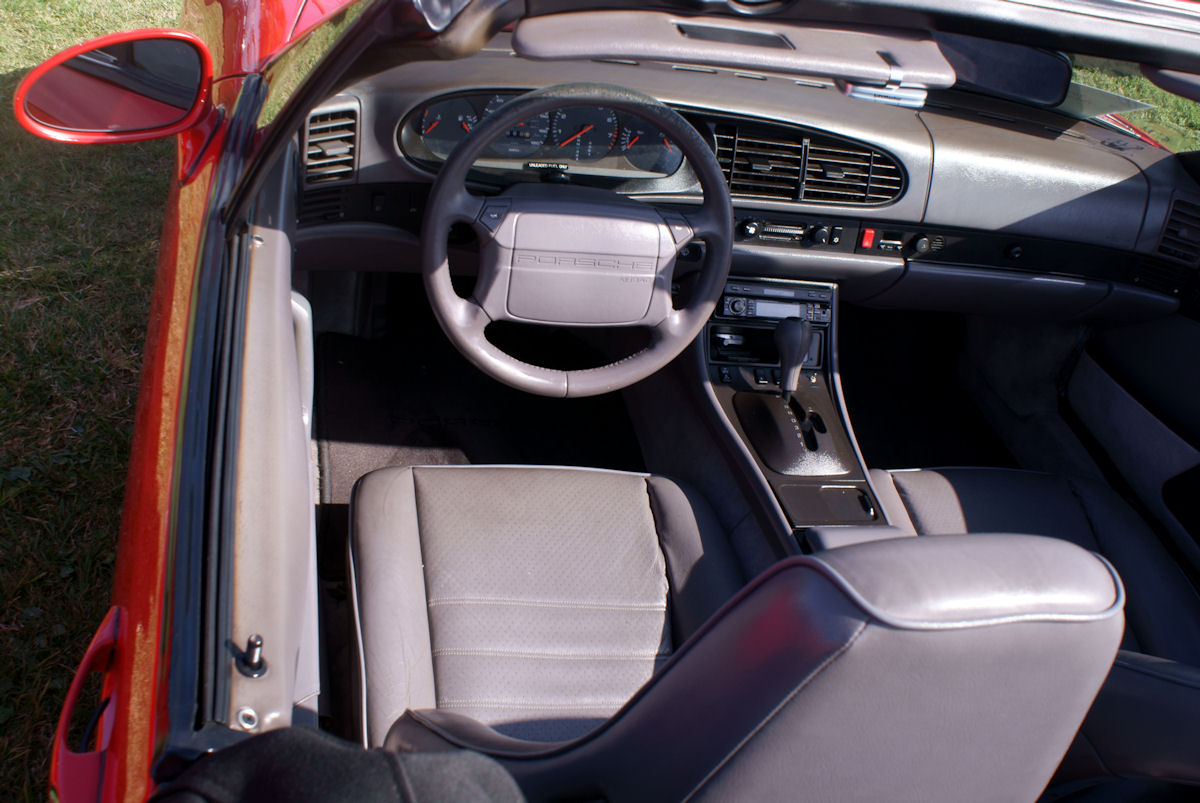
Салон

Попередниця 968-ї моделі, Porsche 944, дебютувала в 1982 модельному році, і була оновлена в 1987 (отримала індекс S), і 1989 роках (індекс S2). Незабаром після початку виробництва 944 S2 інженери Porsche почали працювати над проектом «944 S3». В процесі роботи над модифікацією S3, близько 80 % деталей і вузлів оригінальної 944-ї були значно перероблені або замінені; таким чином, постало питання про випуск нової моделі, так як машина мала вже досить мало спільного з попередницею. В результаті, керівництво Porsche вирішило представити модифікацію S3, як нову модель, що одержала заводський індекс 968. Крім нових і змінених вузлів, модель також зазнала змін зовнішнього вигляду — дизайн став по-спортивному більш обтічним і сучасним; в базі стало пропонуватися більше люксових елементів. Виробництво моделі було переведено з заводів Audi в Неккарзульмі (традиційне місце складання 924-ї і 944-ї моделей, за контрактом з Porsche) на власний завод Porsche у Штутгарт, район Цуффенгаузен.

## Технічні характеристики
В 968-й моделі використовувався доопрацьований рядний 4-циліндровий двигун від Porsche 944 S2. При незмінному обсязі 3.0 л потужність двигуна була збільшена до 236 к.с. (177 кВт) за рахунок системи VarioCam, що дозволяє динамічно змінювати фази газорозподілу — розподільні вали, що забезпечують більш економічний крутний момент в нижньому діапазоні частот без втрати потужності. Надалі, система VarioCam стала застосовуватися і в 6-циліндрових оппозітних двигунах Тип-996, для 911 (996). Іншими нововведеннями і поліпшеннями трансмісії стали: перероблені системи запалювання і випуску, двомасових маховик і модернізована електроніка двигуна. Нова шестиступінчаста МКПП замінила 5-ступінчасту МКПП від 944й моделі; додалася опція по установці системи Tiptronic.

### Двигуни
- 3.0 л M44/12 16V DOHC I4 236 к.с.
- 3.0 л Turbo 8V SOHC I4 305—350 к.с.

## Дизайн і інтер'єр
Зовнішній вигляд 968 завершував еволюцію дизайну 924 і 944 моделей, але деякі елементи, в спробі створити «сімейну схожість» між моделями, були запозичені також від Porsche 928, моделі більш високого рівня. Передок машини нагадував 944 модель, проте, що впадає в очі відмінністю були змінені фари, дизайн яких нагадував Porsche 928. Поряд з новою зовнішністю, Porsche 968 отримала нову антену, задні ліхтарі з нероздільними розсіювачами і литі 16-дюймові диски «Cup» нового дизайну; задні пасажирські вікна стали вклеюватиметься. Користувачам було запропоновано нові поєднання забарвлення кузова і інтер'єру.
Як і 944, 968 модель випускалася в варіантах кузова 2-дверне купе і кабріолет. У кабріолетах, що поставляються на американський ринок, задні сидіння не встановлювалися, на відміну від європейської версії.